# Caddo Nation of Oklahoma
Caddo Nation of Oklahoma är en federalt erkänd indiannation i Oklahoma, USA. Nationen hade 4 909 enrollerade medlemmar 2010. Dess styrelse och administration har sitt säte i Caddo County.

## Organisation och verksamhet
I spetsen för nationens administration står en styrelse (Tribal Council) bestående av åtta personer, valda av de enrollerade medlemmarna. Nationen administrerar en rad program för de enrollerade medlemmar som bor inom dess serviceområde: 
- Åldringsvård
- Sjukvård
- Miljövård
- Förskola
- Barnavård
- Akademiska stipendier
- Socialt boende
- Fornminnesvård och historia

Styrelsen administrerar också viss affärsverksamhet i nationens regi: 
- Skogsbrandsläckning
- Natur- och kulturvård
- Hasardspel [3]

## Historia

### Förhistoria
Det finns en klar kulturell kontinuitet som visar att dagens medlemmar av Caddo Nation of Oklahoma är de direkta ättlingarna till de människor som bar upp caddo-mississippikulturen, en variant av mississippikulturen som under förhistorisk tid fanns i de östra delarna av nuvarande Oklahoma, de västra delarna av nuvarande Arkansas, de nordöstra delarna av nuvarande Texas och de nordvästra delarna av nuvarande Louisiana. Efter de första européernas ankomst drabbades caddo-mississippikulturens bärare av epidemier av europeiska sjukdomar och den snabbt minskade befolkningen ledde till samhällsförändringar som gjorde att det uppstod nya kulturmönster vilka är kända från sexton- och sjuttonhundratalet.

### Sexton- och sjuttonhundratalet
Caddoindianerna bildade vid denna tid tre stora konfederationer samt några mindre grupper som inte ingick i dessa. Sammanlagt kan det ha funnits omkring 9 000 caddos. De flesta talade samma språk. Samhället var rangordnat och styrdes av ärftliga ledare med både politiska och religiösa funktioner. De högsta av dessa var de enda i samhället som inte behövde arbeta utan försörjdes av de andra. Ekonomin grundades på kvinnligt hackbruk och manlig jakt. Spansk och fransk kolonisation drabbade caddoindianerna främst genom spridning av förödande epidemier. De blev indragna i det franska handelsnätverket vilket medförde att jaktens och krigets betydelse ökade och att angrepp från andra indiangrupper blev vanligare.

### Arton- och nittonhundratalet
Under artonhundratalet utsattes caddoindianerna för en allt starkare angloamerikansk demografisk aggression. Indianagenter sålde delar av deras marker, medan andra marker helt enkelt ockuperades av angloamerikanska bosättare. Caddoindianerna i Lousisiana tvingades 1835 sälja sitt hemland till den amerikanska staten och flydde sedan till den mexikanska provinsen Coahuila y Texas där de slog sig ned bland sina stamfränder i östra Texas. Vid mitten av 1800-talet gjorde krig och befolkningsminskning att många tidigare oberoende grupper av caddoindianer flyttade samman och bildade nya konsoliderade grupper. Staten Texas etablerade 1854 ett reservat för caddoindianerna  vid Brazos River i Young County, där de började med åkerbruk och boskapsskötsel efter euroamerikansk förebild. Nya intrång av angloamerikanska bosättare tvingade redan 1859 caddo att flytta till de västra delarna av Indianterritoriet. Efter det amerikanska inbördeskrigets utbrott flydde caddos till det av nordstatsarmén kontrollerade Kansas därför att sydstatsarmén inte kunde skydda dem från anfall av kiowa och comancher.
Vid återkomsten från Kansas 1872 blev caddo tvungna att tillsammans med wichita och delawarer slå sig ned på ett gemensamt indianreservat i vad som nu är Caddo County. Där utvecklade de ett framgångsrikt jordbruk. 1902 tilldelades varje man, kvinna och barn på reservatet 160 acres mark mot sin vilja och resten av reservatsjorden såldes till angloamerikanska bosättare. Genom Indian New Deal fick caddo 1938 tillfälle att bilda en egen styrelse för att förvalta sina egna angelägenheter.